# Casey Jones (mécanicien)
Pour les articles homonymes, voir Casey Jones et Jones.
Casey Jones né John Luther Jones (1863-1900) est un mécanicien de locomotive des États-Unis qui fut tué dans un accident ferroviaire où son action pour arrêter le train permit la survie de ses passagers. Cette action héroïque est devenu le thème d'une chanson populaire.

## Biographie
John Luther Jones est né le 14 mars 1863 dans le Sud-Ouest de l'État du Missouri, ses parents sont Frank Jones, instituteur, et Ann Nolen Jones. Il sera l'ainé d'une fratrie de cinq enfants. 
Casey Jones a vécu près de Cayce, dans le Kentucky, aux États-Unis, ville dont il tire son surnom. En grandissant, il s'intéresse aux chemins de fer et aspire à devenir mécanicien de locomotive.
À l’âge de 15 ans, Casey Jones déménage à Columbus, toujours dans le Kentucky, puis il travaille comme télégraphiste pour le Mobile and Ohio Railroad.
En 1884, il retourne à Jackson. Alors qu'il y vit dans une pension de famille, Jones rencontre et tombe amoureux de Joanne Brady, dite Janie. Le couple se marie le 25 novembre 1886 à Jackson. Ensemble, ils ont deux fils et une fille.
En 1891, on lui offre un emploi à l'Illinois Central Railroad en tant que mécanicien de locomotive. Jones a la réputation de toujours respecter son horaire....en poussant parfois sa machine un peu plus que de raison. À cette époque, les locomotives à vapeur sont le dernier cri de la modernité et certains mécaniciens jouissent d'une célébrité médiatique comparable à celle d'un actuel champion de course automobile.
La notoriété de Casey Jones venait aussi d'un sifflet à vapeur spécial, à la note reconnaissable entre toutes (et surnommé the call of the Whippowill - l'Appel du Farfadet ), qu'il installait sur les locomotives qu'il conduisait et actionnait abondamment à chaque traversée de ville ou de village.
Il meurt en freinant sa locomotive, le Cannonball Express, à Vaughan le 30 avril 1900 lors d'une collision ferroviaire à laquelle les passagers du train survivent. Cette mort sera popularisée par une chanson, The Ballad of Casey Jones.

## La ballade de Casey Jones
La ballade de Casey Jones est une chanson hagiographique, rendant un hommage appuyé à un employé modèle, à l'époque très médiatisé, altruiste et courageux qui se sacrifie pour sauver ses passagers (après avoir précédemment risqué sa peau pour sauver la vie d'une fillette égarée sur la voie)... Toutefois cette "image pieuse" de travailleur modèle a déplu aux syndicalistes américains du IWW engagés dans des conflits très durs avec les grands patrons du Chemin de fer lors de la Grande Dépression des années 30.
Avec un humour iconoclaste, les syndicalistes en ont créé une version négative intitulée Casey Jones the Union scab (Casey Jones le briseur de grève) où le protagoniste principal refuse de faire grève, déraille lors d'un accident (causé selon les versions par un sabotage ou par l'état déplorable de sa locomotive) arrive au paradis... où saint Pierre l'embauche pour briser une grève des musiciens célestes. Les anges (constitués en syndicat ouvrier !) se révoltent alors et précipitent Casey Jones en Enfer où Satan l'expédie dare-dare pelleter du soufre dans les chaudières infernales.
Cette version syndicaliste de la chanson fut notamment popularisée par les Folksingers Pete Seeger et Woody Guthrie.
Le parolier Georges Coulonges en écrivit une adaptation française qui fut interprétée par "Les octaves" sur l'album "Le chant des ouvriers (ballades et complaintes syndicalistes)"

### Dessin animé des studios Disney
Le nom de Casey Jones est, aux USA, familièrement utilisé comme nom commun pour désigner un cheminot (on le trouve notamment dans le roman de George Rippey Stewart Maria la Tempête) . Les Studios Disney ont , eux aussi, livré une variation comique sur le thème de Casey Jones, dans un dessin animé de la série des Silly Symphonies intitulé The Brave engineer sorti en 1951. La conduite "à toute vapeur" de Casey Jones et sa détermination à "faire l'heure" coûte que coûte y sont spirituellement évoquées, même si le film se termine par une "Happy end".La ballade de Casey Jones utilisée comme bande sonore et la voix "off" sont interprétées par un acteur-chanteur populaire de l'époque, Jerry Colonna.